# Kanton Mejía
Der Kanton Mejía befindet sich in der Provinz Pichincha nordzentral in Ecuador. Er besitzt eine Fläche von 1485 km². Im Jahr 2022 lag die Einwohnerzahl bei rund 101.900. Verwaltungssitz des Kantons ist die Kleinstadt Machachi mit 16.515 Einwohnern (Stand 2010). Der Kanton Mejía wurde am 23. Juli 1883 gegründet.

## Lage
Der Kanton Mejía liegt im äußersten Süden der Provinz Pichincha. Das Gebiet liegt in den Anden. Es wird über den Río San Pedro, ein Quellfluss des Río Guayllabamba, nach Norden entwässert. Im Osten und im Südosten erheben sich die Vulkane Pasochoa, Sincholagua, Cotopaxi und Rumiñahui. Im Südwesten und im Westen erheben sich die Vulkane Illiniza und Corazón. Der Hauptort Machachi befindet sich 33 km südlich von Quito. Die Fernstraße E35 (Quito–Riobamba) durchquert den Kanton nach Süden. Die E20 zweigt nach Westen ab und führt nach Santo Domingo de los Colorados.
Der Kanton Mejía grenzt im Norden an die Kantone Quito und Rumiñahui, im Osten an die Provinz Napo mit dem Kanton Archidona, im Süden und im Südwesten an die Provinz Cotopaxi mit den Kantonen Latacunga und Sigchos, im Westen an die Provinz Santo Domingo de los Tsáchilas mit dem Kanton Santo Domingo.

## Verwaltungsgliederung
Der Kanton Mejía ist in die Parroquia urbana („städtisches Kirchspiel“)
- Machachi

und in die Parroquias rurales („ländliches Kirchspiel“)
- Alóag
- Aloasí
- Cutuglagua
- El Chaupi
- Manuel Cornejo Astorga
- Tambillo
- Uyumbicho

gegliedert.

## Geschichte
Entwicklung der Einwohnerzahl im Kanton Mejía bei landesweiten Volkszählungen zum jeweiligen Gebietsstand:
| Jahr                    | Einwohner | +/-    |
| ----------------------- | --------- | ------ |
| 1950                    | 18.413    | –      |
| 1962                    | 23.384    | 27 %   |
| 1974                    | 31.890    | 36,4 % |
| 1982                    | 39.016    | 22,3 % |
| 1990                    | 46.687    | 19,7 % |
| 2001                    | 62.888    | 34,7 % |
| 2010                    | 81.335    | 29,3 % |
| 2022                    | 101.894   | 25,3 % |
| Datenherkunft: Wikidata |           |        |

## Ökologie
Der Südosten des Kantons liegt im Nationalpark Cotopaxi. Im Westen des Kantons befindet sich das Schutzgebiet Bosque Protector Toachi Pilaton.